# Lelkiismeret ’88
A Lelkiismeret ’88 Csoport egy Magyarországon 2002. június 4. óta bejegyzett egyesületként működő radikális jobboldali szervezet. A csoport önmagát az erdélyi falurombolások elleni 1988-as tiltakozások során kialakult szerveződésként jellemzi, amely a rendszerváltozás után ugyan vesztett lendületéből, de 2002 áprilisában Kocsis Imre újjászervezte és ettől fogva újrakezdte a tiltakozó akciók szervezését.
A csoport tagjai részt vettek a 2002-ben az Erzsébet híd blokádjában, 2006-ban pedig a második Gyurcsány-kormány elleni őszi tiltakozásokban.

## Politika
A szervezet ellenzi Magyarország EU csatlakozását, a drogliberalizációt, Magyarország afganisztáni és iraki jelenlétét, támogatja a határon túli magyarok kettős állampolgárságát. Az egyesület távlati céljai között egy Kárpát-medencei, a határokon átnyúló magyar érdekérvényesítő szervezet létrehozása szerepel.
A szervezet mottója: „…gyűlöljétek a rosszat, szeressétek a jót, szerezzetek érvényt a törvénynek…”, jelszava: „Jog, Erő, Szeretet!”.

## Tüntetések

### Emlékezés az 1945-ös kitörésre (2004)
2004. február 14-én a Lelkiismeret ’88 csoport is részt vett a Vér és Becsület Kulturális Egyesület rendezvényén, amelyen a szovjet csapatok gyűrűjéből 1945. február 11-én kitörést megkísérlő német és magyar katonákra emlékezett a Hősök terén az Origo tudósítója szerint jórészt fiatal kopasz fiúkból, illetve több idős résztvevőből álló kb. 500 fős tömeg.
Kocsis Imre beszédében kérte az Országgyűlést, hogy a Moszkva teret nevezzék át Kitörés térnek.

### Tüntetés Ernst Zündel kiszabadítása mellett (2005)
2005. április 16-án a Holokauszt emléknapon a Lelkiismeret ’88 több radikális jobboldali és szélsőjobboldali szervezet részvételével (Magyar Nemzeti Front, Hatvannégy Vármegye Ifjúsági Mozgalom, Vér és Becsület Kulturális Egyesület, Pajzs Szövetség, Blood and Honour, Véres Kard) tüntetést szervezett a Budai várba, amelyen a németországi börtönben ülő Ernst Zündel holokauszttagadó kiszabadítását követelték. A tüntetésnek kb. 150 résztvevője volt, ebből a Lekiismeret ’88 tüntetésein a szokásosnál több, mintegy 50-60 volt bőrfejű. Kocsis Imre beszédében úgy nyilatkozott, hogy nem a holokauszt, hanem a holokausztdogma ellen tüntetnek és Ernst Zündel bebizonyította, hogy a III. Birodalomban nem létezett olyan német állami parancs, miszerint a zsidókat ki kell irtani, ezért börtönözték be a holokausztdogma hirdetői.
Szónoklatában elítélte a szövetségesek által a Drezda bombázását és többször hivatkozott egy másik revizionista történészre, a 2000-ben egy brit bíróság által holokauszttagadónak ítélt David Irvingre. Irving 2003-as magyarországi látogatásakor honlapjuk szerint a Lekiismeret ’88 biztosította rendezvényeit.

### Trianon megemlékezés (2006)
2006. június 4-én a trianoni békeszerződés aláírásának 86. évfordulója alkalmából rendeztek felvonulást, melyen több más szervezet mellett a Trianon Társaság, a Hatvannégy Vármegye Ifjúsági Mozgalom és a Jobbik Magyarországért Mozgalom is részt vett. A résztvevők a Hősök teréről a lebontásra ítélt budai turul-szoborhoz vonultak, ahol csatlakoztak a MIÉP nagygyűléséhez.
A Hősök terén felszólaló Kocsis Imre beszédében elmondta, hogy „az Úristen küldetéssel bízta meg a magyarságot. Ezt a küldetésünket, ha törik, ha szakad, el kell, hogy végezzük. Most a hitet kell táplálnunk magunkban, hogy majd megint alkalmassá váljunk a feladatunkra, ha majd az Úr visszaállít a helyünkre: a kárpát medencei népek vezetésére, hogy akkor majd újból tudjuk tenni a dolgunkat.”

### Kossuth tér (2006)
A Lelkiismeret '88 részt vett október 4-én a Fidesz-MNB 2006-ÚMKE tárgyaláson, amelyen a Kossuth téri tüntetők képviselői a legnagyobb ellenzéki párttól kértek politikai segítséget. Honlapján a demonstrálóknak szóló információkat, (viselkedés, jogok stb.) illetve a zavargások után letartóztatott tüntetőket elítélő bírák és ügyészek személyes adatait hozták nyilvánosságra.

## Teheráni holokauszt-konferencia
A Lelkiismeret ’88 egy meg nem nevezett aktivistája képviselte a csoportot a 2006-ban Iránban megrendezett holokauszt-konferencián.
Kocsis Imre a holokauszt tagadását „balgaság”-nak nevezte, ám úgy nyilatkozott, hogy „a holokausztról kialakított hivatalos álláspont revízióra szorul”.

## 2008. október 23.
2008. október 23-án a Nyugati téri felüljáró alatt parkoló autó csomagtartójában a rendőrség egy autóban három, időzítővel ellátott benzines gyújtóbombát és kisebb csőbombákat talált. Sajtóértesülések szerint az autó tulajdonosa T. Krisztián, aki három órás részletes, beismerő vallomást tett. Édesanyja alapító tagja a szervezetnek. T. Krisztián cselgáncsozóként a Sydney-i olimpián képviselte Magyarországot.

## Kapcsolódó szócikk
- 88 (szám)